# Alexis Desseaux
Pour les articles homonymes, voir Desseaux.
Alexis Desseaux, né le 24 novembre 1961 à Canteleu (Seine-Maritime), est un acteur et metteur en scène français.

## Biographie
Alexis Desseaux est né à Canteleu à l'Œuvre normande des mères[réf. souhaitée] et a des origines slaves du côté de son père. Enfant, il rentre à l’institution Saint-Victrice à Bihorel, où il est également en internat et c'est à l'âge de dix ans qu'il monte pour la première fois sur scène. En 1979, il s’inscrit au théâtre des Deux Rives,, puis en 1980, il est admis au conservatoire à rayonnement régional de Rouen, et suit les cours de Jean Chevrin. (Valérie Lemercier, Virginie Lemoine, Brigitte Buc, Karin Viard et Franck Dubosc font partie de la même promotion). En parallèle, il pratique la danse classique[source secondaire souhaitée] et la boxe thaï, dont il ressort vainqueur lors de plusieurs compétitions en France et à l'étranger[source secondaire souhaitée].
Il monte à Paris et intègre le collectif du Théâtre des Cinquante d'Andréas Voutsinás, tout en développant sa formation au Théâtre du Soleil d'Ariane Mnouchkine et Georges Bonnaud (masques de la Commedia dell'arte et balinais)[source secondaire souhaitée]. Il participe aux ateliers d'improvisation de la Ligue d'improvisation française[source secondaire souhaitée] avec Michel Lopez à l'École de Chaillot et approfondit sous la direction de Jean-Noël Sissia l'étude des lettres classiques auprès d'Irène Jacob notamment[source secondaire souhaitée]. Après la création d'une compagnie parisienne[source secondaire souhaitée] (Les spectacles du Loup), il met en scène ses premiers spectacles professionnels (Franck V de Friedrich Dürrenmatt, Demain il fera jour peut-être de Luc Orland, Le Médecin malgré lui - L'Impromptu de Versailles de Molière, Le Boiteux de Jonathan Kerr). Il apparait dans des publicités et films institutionnels[source secondaire souhaitée] (Danone, Amora, Maggi, Fabergé, Peugeot, les Editions Atlas…).
Il décroche son premier rôle à la télévision, celui d'un jeune détective, aux côtés d'André Pousse et Michel Constantin, dans la série Paparoff. Des tournages de film lui permettent des rencontres déterminantes comme celles avec Serge Reggiani ou encore Yves Pignot dans le cadre du spectacle musical Boris, dans lequel il chante les chansons de Boris Vian. À la même époque, Jean-Claude Durand et Christine Delaroche le soutiennent en devenant ses parrains de corporation. Il crée une nouvelle compagnie dans la région rouennaise (L'Entreprise and Co, spécialisée dans les événementiels). Il enchaine des tournages de séries, de films d'auteur en format court et participe régulièrement à des festivals. Il est directeur artistique de la compagnie Cinetheact[source secondaire souhaitée].
Il participe également à l'émission Fort Boyard en 1996 aux côtés de la judokate Marie-Claire Restoux, du chanteur Patrick Fiori, de la comédienne Charlotte Valandrey, du tireur sportif David Gasset et du boxeur Patrick Charpentier au profit de l'association A.I.D.E.R.A, pour laquelle ils remportent 48540 francs, soit environ 7 400 €.
En 2019, la pièce Kean d'Alexandre Dumas adaptée par Jean-Paul Sartre, mise en scène par Alain Sachs, dans laquelle il tient le rôle titre est nommée cinq fois aux Molières.

## Filmographie

### Cinéma

#### Longs métrages
- 1989 : Valmont de Miloš Forman
- 1994 : La Cité de la peur d'Alain Berberian : l'assistant d'Odile
- 1998 : Madeline de Daisy Meyer : Louis, le peintre
- 1999 : Djib de Jean Oudoutan : le patron Djib
- 2015 : Et maintenant nous sommes en vie de Thibault Arbre : le père
- 2025 : God Save the Tuche de Jean-Paul Rouve : le chef d'équipage du ferry

#### Moyens métrages
- 1993 : Quand on aime on ne compte pas d'Anne-Marie Gonzalez
- 1994 : Juliette et l'Inconnu de G. Garabedian et J-C Durand
- 2004 : Air conditionné de Cécile Lapierre
- 2012 : La Belle et le Vertige de Maxime Hermet : Sir
- 2014 : Spavento de Melanie Grancourt : Francis
- 2014 : Showbuzzz de Simon Verdier et Alexis Desseaux
- 2015 : Les Souvenirs de vacances de Fred Chauvin, Philippe Lucchese et Stéphane Titeca
- 2015 : Dénégation de Fabrice Briseux
- 2018 : Entrez dans l'histoire de Jean-Marc Melloni
- 2020 : A grave décision de David Yol et Dylan Kellog
- 2023 : La Roulotte Baroudeuse de Marie Lopez-Vivanco

#### Courts métrages
- 1986 : Paulette et son prince de Thierry Barrier
- 1990 : Premier épisode de Frédéric Loustalot
- 1993 : Le Dernier Théorème de Gilles Sevastos
- 1994 : Alternative ego de F. Suarez et S. Sort
- 1994 : Demain il fera jour... peut-être... d'Alexis Desseaux
- 1995 : La Lampe d'A. Wermelinger
- 1997 : Un jeune homme simple de Frédéric Belin
- 1998 : État d'urgence de Bertrand Soupey
- 1999 : Plus fort que tout de Hugues Deniset
- 2000 : Entre quatre murs d'Olivier Vidal
- 2000 : Ouvre, c'est papa ! de Yann Saint-Pe
- 2004 : L'Autre de Bertrand Soupey
- 2005 : Aire de jeunes pour enfants de A. Arhab et Jean-Luc Bernard
- 2005 : L'Habitude de Dimitri Maryczuk
- 2007 : On ne s'embrasse pas ? de Michael Souhaité
- 2009 : Une partie de carte de Sylvie Audcœur
- 2009 : Quai de Loire de Sylvie Audcœur
- 2011 : De toute façon les pères n'ont jamais la garde des enfants de Brice Martinat : Simon
- 2011 : Décisions de Cyril Moreau
- 2011 : Paris et moi de Lucie Gaubet et Morgane Mellet : le conseiller en emploi
- 2011 : Les Collectionneurs de Coralie Blanchard
- 2012 : Et si... de Sara Grimaldi & Laurence Priam
- 2012 : La Voix de l'ange  d'Olivier Tangkun : le manager
- 2013 : Mon bel amour de Pascal Lastrajoli
- 2013 : L'un l'autre de So Films Indépendants
- 2013 : Chevelure(s) de Sidney Botbol
- 2013 : Ciné-Deep de Cédric Tanguy[6]
- 2013 : Infos à la sauce tomate de Sybil Hennaut
- 2013 : Le Temps d'une comédie de Chloé Léonil et Mélanie Auffret
- 2013 : Communicare de Loïc Lasne : Marc
- 2013 : Le vent l'emportera de Céline Téjéro
- 2014 : L'Amontillado de Carolina Gomez de Llarena : Montresor
- 2014 : Le Rêve parisien d'Alexandre Bontemps
- 2014 : Memories de Christophe Vacher
- 2014 : Après toi de Adrien Jubeau et Émilie Beugnet
- 2015 : Séparation de Sylvie Audcœur
- 2015 : Curriculum vitae d'Alain Inizan
- 2016 : On ne choisit pas sa famille de Christophe Caignet et Chris Garcia
- 2016 : Mickael de David Twist et Gautier Barra
- 2016 : Tacet de Chris Garcia et Feriele Beggour
- 2018 : Les Yeux de papier de Myriam Degaudez
- 2018 : L'Évaluation d'Alain Inizan
- 2019 : Poing de rupture de Dylan Kellog
- 2024 : Point de rupture de Cédric Spinassou et Robin Iff

### Télévision

#### Téléfilms
- 1997 : La Famille Sapajou d’Élisabeth Rappeneau
- 1997 : Sam d'Yves Boisset
- 1999 : Sapajou contre Sapajou d'Élisabeth Rappeneau : Jacky
- 2003 : Les Grands Frères de Henri Helmann

#### Séries télévisées
- 1991 : Paparoff (saison 1, épisode 8 : Paparoff et les Loups)
- 1992-2013 : Julie Lescaut : Vincent Motta (82 épisodes)
- 1993 : Nestor Burma : un client de la boutique de lingerie (saison 1, épisode 12 : Boulevard... ossements)
- 1995 : Une famille pour deux
- 1995 : Cœurs Caraïbes : Franck (saison 1, épisode 3 : Ile et elle)
- 1996 : Docteur Sylvestre : Patrick (saison 1, épisode 3 : D'origine inconnue)
- 2000 : Vertiges : M. Robert (saison ?, épisode ? : Confession d'un tueur)
- 2001 : L'Algérie des chimères
- 2002 : Boulevard du palais : André (saison 4, épisode 1 : Des secrets bien gardés)
- 2003 : Famille d'accueil : M. Mercier (saison 1, épisode 3 : Eddy)
- 2004-2005 : C'est comme ça : Paul, le père de Théo (2 épisodes)
- 2008 : Joséphine, ange gardien : Victor (saison 11, épisode 6 : Sur les traces de Yen)
- 2008 : Famille d'accueil : Grégoire (saison 2, épisode 8 : Fille de personne)
- 2012 : Autoroute Express : le père de Nicolas (saison 3, épisode 11 : La Drague)
- 2021 : Capitaine Marleau, épisode Claire obscur de Josée Dayan : Castel
- 2025 : Capitaine Marleau, épisode Compagnon de Josée Dayan : Louis

## Théâtre

### En tant que comédien
- 1980 : Knock de Jules Romains, mise en scène Jean Chevrin
- 1980 : Un client sérieux de Georges Courteline, mise en scène Jean Chevrin
- 1983 : Liliom de Ferenc Molnár, mise en scène Jean Chevrin
- 1983 : Monserrat d'Emmanuel Roblès, mise en scène Jean Chevrin
- 1985 : Les Rêves, création, mise en scène Christine Datnovski
- 1985 : Tarot, création, mise en scène Michel Herval
- 1986 : Les Misérables de Victor Hugo, mise en scène Arnaud Saint-Père
- 1986 : Don Quichotte de Miguel de Cervantes, mise en scène Philippe Destray
- 1987 : Le Vestiaire de D. Storey, mise en scène Jean-Pierre Stewart
- 1988 : Aux abysses de Djuna Barnes, mise en scène Barbara Hoffman
- 1989 : Les Tréteaux de la Révolution, création, mise en scène D. Menut & A. Chevalier
- 1989 : Le Louis perdu de J. Caucheron Adamante, mise en scène G. Destal et Adamante
- 1990 : Les Bouinax, mise en scène Archaos, Pierrot
- 1990 : Messidor de P. Delayre, mise en scène G. Destal et Adamante
- 1991 : Mozart de Sacha Guitry, mise en scène Yves Pignot
- 1991 : Demain, il fera jour... peut-être, création, mise en scène L. Orlande
- 1992 : Boris de J. Mondoli, mise en scène Yves Pignot
- 1995 : Les Malheurs d’un PDG de Jean Barbier, mise en scène Yves Pignot, théâtre des Nouveautés
- 1997 : Les Caprices de Marianne d'Alfred de Musset, mise en scène Jean-Pierre Rouve
- 1997 : La Légende de Mélusine de Marie-France Brière
- 1998 : Les Enfants de Zombi de G. Desportes, mise en scène Benjamin-Jules Rosette
- 2000 : Sexuelle Menace création de Virginie Rouen, mise en scène Alexis Desseaux
- 2001 : Le Guichet de Georges Mauvois, mise en scène d'Éric Vetier
- 2001 : Gouvy et la Renaissance des amours d'après Ronsard & Clément Marot, mise en scène de François Vicaire
- 2001 : Les Critiques musicales de George Bernard Shaw, mise en scène François Vicaire
- 2002 : Sur les pas de Richard Cœur de Lion création de Vytas Kraujelis, mise en scène Vytas Kraujelis
- 2002 : Irish Palace création de Marie-Dominique Allainmat, mise en scène Marie-Dominique Allainmat
- 2003 : Lydie Buchot Show de Virginie Rouen, mise en scène Alexis Desseaux
- 2003 : L'Inconnu de Mortemer création de Vytas Kraujelis, mise en scène de Vytas Kraujelis
- 2004 : Bonjour, Dernière Page de Ma Vie d'Anton Tchekhov, mise en scène Alexis Desseaux
- 2007 : Antoine et Cléopâtre de William Shakespeare, mise en scène Nathalie Guilmard, théâtre du Nord-Ouest
- 2008 : Le Misanthrope de Molière, mise en scène Laurence Hétier, théâtre du Nord-Ouest
- 2009 : Don Juan/Pouchkine d'Alexandre Pouchkine, mise en scène Jean-Yves Lemoine, théâtre du Nord-Ouest
- 2010 : News Trottoir de Mélanie Rodrigues, mise en scène Mélanie Rodrigues, théâtre du Guichet Montparnasse
- 2011 : Bistro ! de Sylvie Audcoeur et Marie Piton, mise en scène Anne Bourgeois, théâtre de l'Œuvre
- 2012 : Autopsie de l'Amour de Saùl Enriquez, mise en scène Anne-Laure Teboul, théâtre de la Manufacture des Abbesses
- 2013 : 1914-1918 : Les Trois Derniers Jours D'Un Facteur Poilu de Gérard Pirodeau, lecture au théâtre Antoine
- 2013 : Autopsie de l'Amour de Saùl Enriquez, mise en scène Anne-Laure Teboul, théâtre du Petit Gymnase
- 2014 : Le Choix des Ames de Stephane Titeca, mise en scène Valérie Lesage, tournée nationale et internationale, Festival Off d'Avignon 2016, 2017 et 2022, Hong Kong French Theater Festival 2018
- 2018 : Nuit blanche de Jean-Pierre Delpont, mise en scène Alexis Desseaux
- 2019-2020 : Kean d'Alexandre Dumas, adaptation Jean-Paul Sartre, mise en scène Alain Sachs, à Paris aux Théâtre 14, Théâtre de l'Œuvre et Théâtre de l'Atelier et en tournée.
- 2021 : Kean d'Alexandre Dumas, adaptation Jean-Paul Sartre, mise en scène Alain Sachs, à Paris au Théâtre de l'Atelier et en tournée.
- 2023-2024: Le Moby Dick de Lina Lamara, Festival Off d'Avignon 2023 et 2024, au théâtre des Gémeaux.
- 2024 : Le Choix des Ames de Stéphane Titeca, à Paris au théâtre des Gémeaux Parisiens.
- 2024 : Cyrano de Bergerac d'Edmond Rostand, mise en scène Alain Sachs, à Paris au théâtre Montparnasse.

### En tant que metteur en scène
- 1988 : Buffet froid, théâtre de Calvi
- 1989 : Franck V de F. Durrenmatt, théâtre T.E.M. Montreuil
- 1990 : Les Déchirés de M. Bertozzi, théâtre de l'Arlequin Paris 13
- 1993 : Le Médecin malgré lui - L'Impromptu de Versailles de Molière, tournée nationale
- 1994 : Le Boiteux de J. Kerr, théâtre Clavel
- 1996 : L'Abbé Michon, Festival d'Angoulême
- 2000 : Un joyau dans son écrin de S. Forte et I. Sprung, théâtre Clavel
- 2001 : Sexuelle menace de Virginie Rouen, tournée nationale
- 2002 : Le Grand Bal - La Mustad
- 2002 : Spoon river de E. Lee Masters
- 2002 : Le Savoureux Destin de Lydie Buchot, création de Virginie Rouen, tournée nationale
- 2003 : Un chien diplomatique de M. Brandeau
- 2003 : Lydie Buchot Show de Virginie Rouen
- 2004 : Bonjour, dernière page de ma vie d'Anton Tchekhov, tournée en Normandie
- 2005 : L'Assemblée des femmes, d’après Aristophane, tournée en Normandie
- 2007 : Embouteillage, création de Virginie Rouen et Marjorie Panchout, chez Coletti
- 2007 : Force IX, création, compositeur Stéphane Norbert
- 2008 : Feu la mère de Madame, de Georges Feydeau
- 2009 : Madame Butterlight, de Véronique Genest, théâtre de la Gaîté-Montparnasse
- 2011 : Rouen Givré 2011
- 2013 - 2014 : Merci Mr Bourvil de Yannick Dumont, théâtre du Petit Gymnase
- 2013 : Blanche Neige des frères Grimm, spectacle de danse, Opéra de Rouen
- 2014 : Le temps c’est de l'argent, création
- 2014 : Kicca & Intrigo, scénographie en résidence à La Rochelle
- 2015 : La Bonne Planque de Michel André, tournée nationale
- 2016 : MGDIS, Vannes
- 2016 : Oz, spectacle de danse, Opéra de Rouen
- 2018 : Nuit blanche, de Jean-Pierre Delpont
- 2018 : Calamity Jane, vie et aventures
- 2021 : Miles Davis ou le coucou de Montreux, de Henning Mankell
- 2021 : Calamity Jane, de la légende à la réalité
- 2021-2024 : Saudade, ici et là-bas d'Isabel Ribeiro